# Surayhin
Surayhin (tiếng Ả Rập: سريحين, cũng đánh vần Serihin) là một ngôi làng ở phía tây bắc Syria, một phần hành chính của Tỉnh Hama, ngay phía đông nam của Hama. Các địa phương lân cận bao gồm al-Jajiyah ở phía bắc, al-Jinan ở phía đông nam, al-Buraq ở phía nam, Maarin al-Jabal ở phía tây nam và al-Khalidiyah ở phía tây. Theo Cục Thống kê Trung ương, Surayhin có dân số 7.466 người trong cuộc điều tra dân số năm 2004. Cư dân của nó chủ yếu là người Hồi giáo Sunni.